# Пейс, Ричард
Ричард Пейс (англ. Richard Pace; ок. 1482—28 июня 1536) — английский священник и дипломат тюдоровской эпохи.

## Жизнь
Он родился в Хэмпшире и получил образование в Винчестерском колледже под руководством Томаса Лэнгтона. Он учился в университетах Падуи и Оксфорда. В 1509 году он сопровождал кардинала Кристофера Бейнбриджа, архиепископа Йоркского, в Рим и оставался на службе у архиепископа до самой его смерти от отравления в 1514 году; он сыграл важную роль в привлечении убийцы к ответственности. В 1515 году, по возвращении в Англию, он поступил на службу к кардиналу Уолси, где занимался дипломатией и шпионажем. В 1515 году Пейс стал секретарём Уолси, а в 1516 году — государственным секретарём, хотя и продолжал вести длительную переписку с кардиналом по его приказу. Он также был назначен архидиаконом Дорсета в 1514 году и занимал этот пост до 1523 года.
В 1515 году Уолси послал Пейса убедить швейцарцев напасть на Францию. Тот вёл длительные переговоры с императором Максимилианом I относительно поддержки Генрихом действий императора против французов в северной Италии, но по указанию Уолси использовал 100 000 флоринов, положенных от его имени в Антверпене, на оплату швейцарских солдат. Максимилиан хотел использовать средства, которые, как он утверждал, ему обещал Генрих для набора войск в Швейцарии и на части австрийских территорий. Пейс отказался действовать без прямого приказа Генриха, несмотря на уговоры, требования и к разочарованию Максимилиана. После битвы при Мариньяно Пейса захватили французы и на некоторое время заключили в тюрьму, однако ранней весной освободили.
В 1519 году Пейс вернулся в Германию (Священная Римская империя) для обсуждения с князьями-курфюрстами предстоящего избрания внука Максимиллана Карла V на императорский престол. Он был назначен деканом собора Святого Павла в 1519 году и занимал эту должность до 1536 года. Он присутствовал на Поле золотой парчи в 1520 году, а в 1521 году он отправился в Венецию, чтобы заручиться поддержкой республики для Уолси, который в то время очень хотел стать папой. В конце 1526 году он был отозван в Англию, где в своё отсутствие был назначен деканом Эксетера (1522?-1527) и деканом Солсбери (1523—1536).
В феврале 1536 года сообщалось, что умственная неполноценность в течение многих лет помешала ему заниматься управлением собора, и он умер в 1536 году. В последние годы его жизни были назначены коадьюторы, которые и помогали ему в исполнении церковных обязанностей.

## Сочинения
Его главным литературным произведением был De Fructu Qui ex Doctrina Precipitur (Базель, 1517 год).
Он является автором Julius exclusus de coelis («Юлий, исключенный из рая»), сатиры на папу Юлия II, ошибочно приписываемой Эразму.

## Вымышленные изображения
В телесериале Showtime «Тюдоры» (2007) Пейс, которого играет Мэтт Райан, изображается обвиняемым в шпионаже и заключённым в Лондонский Тауэр, где он впадает в безумие.